# Stephan James
Stephan James (nacido el 16 de diciembre de 1993) es un actor canadiense. Después de protagonizar una serie de series de televisión cuando era adolescente, saltó a la fama al ganar un premio Canadian Screen Award al mejor actor por su papel del velocista de atletismo Jesse Owens en la película Race de 2016.
En 2018, protagonizó la aclamada película dramática de Barry Jenkins If Beale Street Could Talk, basada en la novela de James Baldwin del mismo nombre. También ese año, interpretó a Walter Cruz en la serie de Amazon Homecoming, por la que recibió una nominación al Globo de Oro.

## Primeros años
James nació en Scarborough, un distrito de Ontario que luego pasó a formar parte de la ciudad de Toronto. Se graduó del Jarvis Collegiate Institute en 2011. El hijo mediano de tres niños, es el hermano menor del actor Shamier Anderson, quien también interpreta a Eulace Peacock, el rival de pista de Jesse Owens, en Race. James le da crédito a su hermano Shamier como la persona que lo inspiró a dedicarse a la actuación. Su familia es jamaicana.

## Carrera

### Primeros trabajos
James comenzó en la televisión con un papel recurrente durante dos temporadas en la serie adolescente canadiense Degrassi. Después de dejar Degrassi, James desempeñó varios papeles secundarios en televisión, incluidos El mundo de Indie, Clue y My Babysitter's a Vampire en 2011, y The Listener y The L.A. Complex en 2012. También en 2011, desempeñó un papel secundario en la película para televisión de ABC Family, 12 Dates of Christmas.

### Carrera posterior
James consiguió su primer papel importante en un largometraje junto a Tatyana Ali y Fefe Dobson en la película canadiense Home Again (2012), en la que interpretó a un deportado jamaicano. Aunque la película recibió críticas mixtas, The Globe and Mail le dio a la actuación de James una crítica positiva, calificándola de "desgarradora". James obtuvo una nominación al Canadian Screen Award como Mejor Actor de Reparto, aunque finalmente perdió ante Serge Kanyinda.
En 2013, James fue elegido como el activista de derechos civiles John Lewis en la película sobre Martin Luther King Jr. Selma (2014) de Ava Duvernay, que fue nominada a Mejor Película en los Oscar.
En 2015, James fue estrella invitada en la miniserie de televisión de CBC The Book of Negroes, basada en la galardonada novela del mismo nombre de Lawrence Hill. En el Festival Internacional de Cine de Toronto de 2015, James fue nombrado una de las "estrellas en ascenso" más importantes de la industria. En celebración del Mes de la Historia Afroamericana, CBC nombró a James como uno de sus '6 creadores de cultura negros canadienses', citando a Oprah Winfrey como una de sus mayores influencias.
En 2016, James protagonizó el papel principal del velocista de atletismo afroamericano Jesse Owens en la película biográfica Race (2016) junto a Jason Sudeikis, reemplazando a John Boyega. Por su papel en Race, James ganó el premio Canadian Screen Award al mejor actor.
En 2017, James interpretó al fiscal del Departamento de Justicia, Preston Terry, en la serie limitada de FOX, Shots Fired. En 2018, protagonizó la adaptación cinematográfica de la novela de James Baldwin If Beale Street Could Talk, que fue nominada a varios Premios Óscar. También ese año, interpretó a Walter Cruz, junto a Julia Roberts, Bobby Cannavale y Shea Whigham, en la serie de Amazon Homecoming. James recibió una nominación al Globo de Oro por su actuación. Más recientemente, él y Shamier Anderson firmaron un acuerdo con Boat Rocker. En febrero de 2022, se informó que James protagonizaría y coproduciría una serie limitada sobre la vida del artista Jean-Michel Basquiat.

## Filmografía

### Películas
| Año  | Título                     | Papel                    | Notas |
| ---- | -------------------------- | ------------------------ | ----- |
| 2012 | Home Again                 | Everton St. Clair        |       |
| 2014 | Perfect Sisters            | Donny                    |       |
| 2014 | The Dependables            |                          |       |
| 2014 | When the Game Stands Tall  | Terrance G. "T.K." Kelly |       |
| 2014 | Selma                      | John Lewis               |       |
| 2015 | Lost After Dark            | Wesley                   |       |
| 2015 | Across the Line            | Mattie Slaughter         |       |
| 2016 | Race                       | Jesse Owens              |       |
| 2018 | If Beale Street Could Talk | Alonzo "Fonny" Hunt      |       |
| 2019 | 21 Bridges                 | Michael Trujillo         |       |
| 2021 | National Champions         | LeMarcus James           |       |
| 2022 | Delia's Gone               | Louis                    |       |
| 2024 | Babes                      | Claude                   |       |
| 2024 | La lección de piano        | Boy Charles              |       |

### Televisión
| Año       | Título                        | Papel              | Notas                           |
| --------- | ----------------------------- | ------------------ | ------------------------------- |
| 2010      | My Babysitter's a Vampire     | Jock               | Película de televisión          |
| 2010–11   | El mundo de Indie             | Wilfred            | 3 episodios                     |
| 2010–12   | Degrassi: The Next Generation | Julian Williams    | 8 episodios                     |
| 2011      | My Babysitter's a Vampire     | Atleta #1          | Episodio: "Smells Like Trouble" |
| 2011      | Clue                          | Dmitri             | 5 episodios                     |
| 2011      | 12 Dates of Christmas         | Michael            | Película de televisión          |
| 2012      | The Listener                  | Ibrahim Ayim       | Episodio: "The Taking"          |
| 2012      | The L.A. Complex              | Infinite Jest      | 5 episodios                     |
| 2013      | Cracked                       | Ben Omari          | Episodio: "Faces"               |
| 2014      | The Gabby Douglas Story       | John de 16-18 años | Película de televisión          |
| 2014      | Apple Mortgage Cake           | William Logan      | Película de televisión          |
| 2015      | Unveiled                      | Daniel Shepard     | Película de televisión          |
| 2015      | The Book of Negroes           | Cummings Shakspear | Episodio #1.5                   |
| 2017      | Shots Fired                   | Preston Terry      | 10 episodios                    |
| 2018–2020 | Homecoming                    | Walter Cruz        | 16 episodios                    |
| 2020      | #FreeRayshawn                 | Rayshawn Morris    | 12 episodios                    |
| 2022      | Surface                       | Baden              | Protagonista                    |
| 2023      | Beacon 23                     | Halan Kai Nelson   | Protagonista                    |